# Матросский
Матро́сский — хутор в Егорлыкском районе Ростовской области.
Входит в состав Роговского сельского поселения.

## География
Расположен у истока реки Средний Егорлык, на юго — востоке Егорлыкского района. Расстояние до станицы Егорлыкской — 26 км, до п. Роговского — 9 км.

## История
В августе 1963 года населенный пункт 4-го отделения совхоза «Роговский» переименован в Матросский.

## Население
| 1989 | 2002 | 2010 |
| ---- | ---- | ---- |
| 275  | ↗316 | ↘298 |

## Улицы
- ул. Краснодарская,
- ул. Парковая,
- ул. Хуторская.